# Гай Фабий Адриан
Гай Фа́бий Адриа́н (лат. Gaius Fabius Hadrianus; убит в 83 году до н. э., окрестности Утики, Африка, Римская республика) — римский военачальник и политический деятель из патрицианского рода Фабиев Адрианов, претор 85 или 84 года до н. э. Был убит во время наместничества в провинции Африка.

## Биография
Гай Фабий получил претуру в 85 или 84 году до н. э., когда власть в Риме принадлежала марианской «партии». Он стал наместником провинции Африка, где немедленно начал боевые действия против представителя враждебной политической группировки Квинта Цецилия Метелла Пия. У последнего на тот момент было, по словам Плутарха, «немалое войско», к которому на время присоединился со своим отрядом ещё один знатный эмигрант, Марк Лициний Красс, до этого скрывавшийся в Испании. Тем не менее Адриан разбил врага и вытеснил за пределы своей провинции.
В следующем году Гай Фабий погиб: античные авторы сообщают, что его сожгли в собственном шатре. По данным эпитоматора Тита Ливия, причиной тому стали жестокость и скупость наместника; по данным Павла Орозия, Адриан «страстно домогался с помощью армии рабов власти над Африкой», а потому его убили хозяева этих рабов. Орозий называет и место убийства — окрестности Утики.
Люди, виновные в гибели пропретора, не были наказаны: в Италии в то время уже шла гражданская война, в которой победил враг марианцев Луций Корнелий Сулла, так что расследование не проводилось.